# Gerard Soeteman
Gerard Soeteman (ur. 1 lipca 1936 w Rotterdamie, zm. 16 maja 2025) – holenderski scenarzysta i reżyser filmowy, współautor wielu znanych tytułów kina holenderskiego. Debiutował w 1969 roku jako twórca serialu telewizyjnego Floris.
Soeteman najbardziej znany jest jako stały scenarzysta Paula Verhoevena we wczesnym etapie jego twórczości. Napisał scenariusze do takich filmów jak Tureckie owoce (1973), Ślepy traf (1980) czy Czwarty mężczyzna (1983). W jego filmografii znajduje się także nagrodzona Oscarem za najlepszy film nieanglojęzyczny Napaść (1986) Fonsa Rademakersa. W 1992 roku zadebiutował jako reżyser filmem Bunkier.
Twórczość Soetemana dwukrotnie była nagradzana na Holenderskim Festiwalu Filmowym – w 1989 za pracę scenopisarską i w 2017 za całokształt działalności.

## Filmografia

### Scenarzysta
- 1969 – Floris (serial TV, 12 odcinków; reż. Paul Verhoeven)
- 1971 – Biznes to biznes (reż. Paul Verhoeven)
- 1973 – Tureckie owoce (reż. Paul Verhoeven)
- 1975 – Namiętność Kate (reż. Paul Verhoeven)
- 1975 – Floris von Rosemund (serial TV, 19 odcinków; reż. Ferry Radax)
- 1976 – Max Havelaar (reż. Fons Rademakers)
- 1977 – Żołnierz Orański (reż. Paul Verhoeven)
- 1979 – Wszystko minęło (film telewizyjny; reż. Paul Verhoeven)
- 1980 – Ślepy traf (reż. Paul Verhoeven)
- 1983 – Czwarty mężczyzna (reż. Paul Verhoeven)
- 1985 – Ciało i krew (reż. Paul Verhoeven)
- 1986 – Napaść (reż. Fons Rademakers)
- 1992 – De bunker (reż. on sam)
- 2002 – Roszczenie (reż. Martin Lagestee)
- 2004 – Floris (reż. Jean van de Velde)
- 2006 – Czarna księga (reż. Paul Verhoeven)

## Źródła
- Gerard Soeteman w bazie IMDb (ang.)
- Gerard Soeteman w bazie Filmweb